# غوزلي
غوزلي هي قرية في مقاطعة بارس أباد، إيران. يقدر عدد سكانها بـ 212 نسمة بحسب إحصاء 2016.